# Стеван Вишњић
Стеван Вишњић (Стрмово, Бајина Башта, 27. децембар 1887. – Уб, 23. април 1957) био је српски земљорадник, угоститељ (механџија) и учесник оба Балканска рата, као и Првог светског рата. Носилац је Златног војничког ордена Карађорђеве звезде са мачевима, Медаље за ревносну службу, Медаље за храброст, Руске сребрне медаље и бројних других одликовања, као и Албанске споменице.

## Биографија
Стеванови родитељи, отац Михаило и мајка Катарина, такође су били пољопривредници. По завпшетку основне школе, попут неких својих земљака, Стеван је пошао „трбухом за крухом“. Из своје врлетне и сиромашне Соколске нахије стигао је у равну и плодну Тамнаву и настанио се у Убу, где се обучио за древни абаџијски занат. Стеванове колеге су Стевана описале као интелигентног, вредног, упорног и спретног радника, што му је користило да убрзо постане добар абаџијски шегрт, затим калфа и на крају одличан мајстор. Благовремено је регулисао војну обавезу у IV пешадијском пуку и стекао чин резервног пешадијског поднаредника.

### Ратна каријера
Са чином пешадијског поднаредника, активно је учествовао у оба балканска и Првом светском рату и два пута рањаван. За осведочену личну храброст на Биљегу и Костајнику код Крупња 1914. године, када је као вођа извиђача заробио 40 непријатељских војника, указом од 15. јуна 1915. године одликован је Златним војничким орденом Карађорђеве звезде. Зна се да је поред овог одликовања имао и Медаљу за ревносну службу, Медаљу за храброст, Руску сребрну медаљу, све три споменице за учешће у ослободилачким ратовима од 1912. до 1918. године и Албанску споменицу.

### Живот након рата
По завршетку Првог светског рата имао је прво ортачку абаџијску радњу са ортаком Милорадом Ћираковићем, познатим абаџијом и трговцем из Уба. Временом су се раздвојили па је свако радио за себе. Стеван је образовао манифактурну бакалску и шпекулативну трговину. Поред продаје својих абаџијских производа и текстила бавио се и прометом других артикала широке потрошње. Пошто се добро обогатио почео је да тргује и житом, воћем па и свиња. На тим пословима имао је стално ангажовано по десетак радника и бар толико ученика – шегрта. Као врло предузимљив и рационалан човек стекао је солидан иметак, који се углавном састојао од бројних непокретности. Тако је у самом Убу имао више стамбених и пословних зграда. Кућа у којој је становао са својом породицом налазила се у Првомајској улици бр. 6. У дну њеног дворишта, према садашњем централном градском тргу, била је још једна комбинована зграда. У њеном приземљу била је абаџијска радња а на спрату чардаци и пар соба у којима су становали шегрти, калфе и други његови радници.
Крај пута од Уба за Памбуковицу имао је велики плац са огромним магацинима и чардацима у облику слова „П“. У десном крилу тог магацина такође је становао један његов радник са својом породицом. Испод тог станчића била је инсталирана велика вага за мерење жита и других кабастих производа. До Ћираковићевог магацина имао је још једну абаџијску радњу са чардацима. То је она зграда у којој се налазила популарна убска кафана „Српски чардак”. Имао је и већи комплекс земље на убском брду Шепковац и у Звиздару. По окончању Другог светског рата, одлуком нових комунистичких власти, највећи део имовине је конфискован. То никако није могао прежалити те је из дана у дан био све депресивнији. Савременици тврде да ова депресија била и разлог Стеванове смрти. Умро је у Убу, 23. априла 1957. године.
Био је ожењен Полексијом – Полом Рекалић (Шабац, 1900 – Уб, 1985), домаћицом која је одрасла код своје тетке и тече на Убу. Имали су шесторо деце, од тога три сина и три кћери, која су сва трагично помрла у млађим данима живота. Син Јосип, био је правник, а у младости се активно бавио спортом. Био је члан Атлетског клуба „Црвена звезда“ из Београда, државни рекордер и репрезентативац у трчању на кратким стазама и штафети 4 x 100 метара. Јосип је погинуо на службеном путу у Замбији 4. новембра 1970. године.